# Partido Popular Paulista
O Partido Popular Paulista, também chamado de Partido Popular Progressista, foi fundado no início de 1932 por Miguel Costa para substituir a Legião Revolucionária de São Paulo. Desapareceu alguns meses depois da Revolução Constitucionalista de 1932, tendo a maior parte de seus integrantes aderido ao Partido Socialista Brasileiro de São Paulo.
A organização unia ex-integrantes da Coluna Prestes, revolucionários não filiados a nenhum partido, intelectuais e comunistas.

## História
Após a fundação da Frente Única Paulista (FUP), pela fusão do Partido Democrático (PD) ao Partido Republicano Paulista (PRP), a intensificação das manifestações populares contra o governo federal, levaram Vargas a indicar que convocaria uma Assembleia Constituinte, por meio do estabelecimento de um novo Código Eleitoral, publicado no dia 22 de fevereiro de 1932.
Além disso, substituiu o interventor tenentista de São Paulo, Manuel Rabelo, por Pedro de Toledo, paulista, civil e com boas relações com o PRP.
Toledo foi empossado em 7 de março, prometendo abandonar o governo se não conseguisse uma conciliação com os tenentistas.
No dia 22 de maio de 1932, houve uma gigantesca manifestação da FUP, por ocasião da visita de Osvaldo Aranha a São Paulo. Nesse contexto, Osvaldo telegrafou a Vargas aconselhando à reorganização do governo com nomes da FUP.
No dia seguinte, Toledo formou um novo secretariado desvinculado das forças tenentistas e do governo federal, apenas com membros do PD e do PRP.
Para comemorar essa vitória, a FUP convocou uma manifestação que resultou no empastelamento do Correio da Tarde, órgão da Legião Revolucionária, e em conflitos generalizados, que provocaram a morte de quatro estudantes: Martins, Miragaia, Drausio e Camargo. As iniciais desses nomes viriam a formar a sigla M.M.D.C., da milícia civil, muito atuante na preparação e condução da luta armada contra o governo federal.
Com a reorganização, Valdemar Ferreira, do PD, assumiu a Secretaria de Justiça e demitiu Miguel Costa da chefia da Força Pública.